# Klys

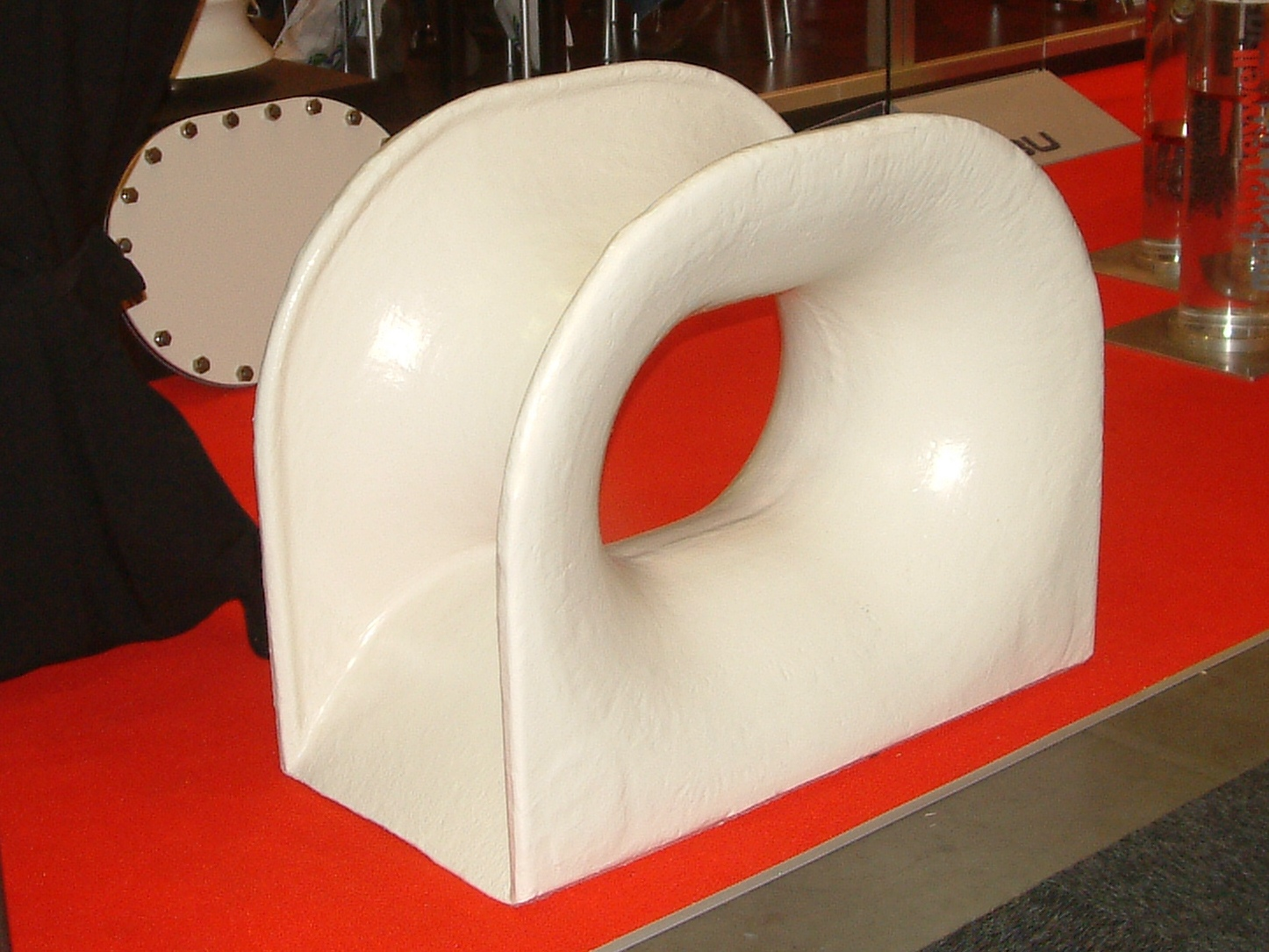
klys

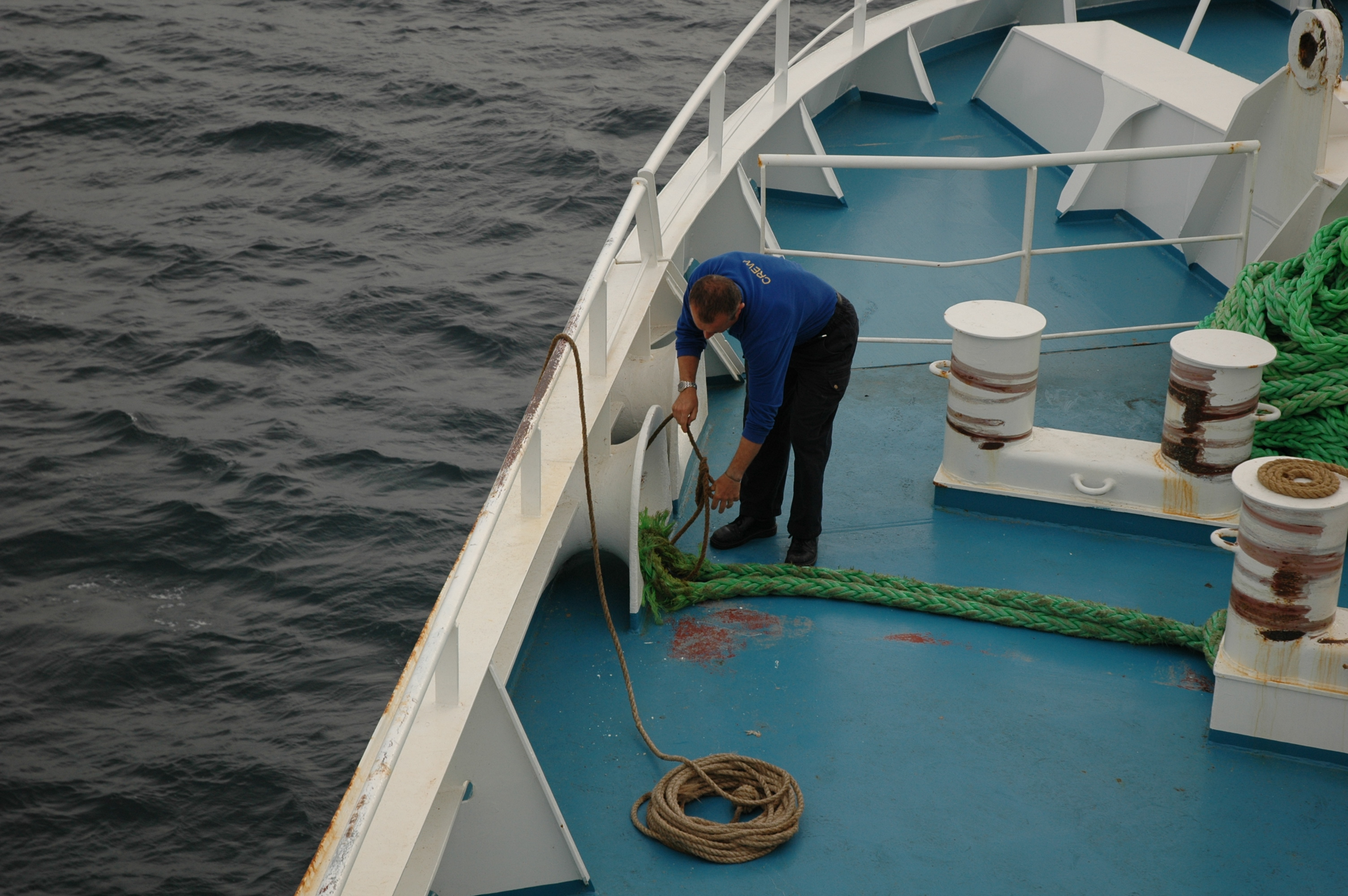
En tross görs klar att föras igenom ett klys på färjan Gozo.

Ett klys är en mindre, metallklädd öppning i ett fartygs bordläggning eller däck genom vilken ankarkätting, tross eller dylikt kan föras. Panamaklys kallas ett klys som är placerat mitt i förstäven eller aktern.